# 佐藤浩明
佐藤 浩明（さとう ひろあき、1969年3月4日 - ）は、バレーボール指導者。郡山女子大学家政学部准教授、郡山女子大附属高校バレーボール部監督。神奈川県大和市出身。

## 来歴
藤沢商業高等学校(現:藤沢翔陵高等学校)、明治大学を経る。1992年から1998年まで、日立ベルフィーユのアシスタントコーチを務め、チームのリーグ3連覇に貢献し、オーストラリアやオランダの代表チームなどで、コーチ、アシスタントコーチを務めた。
2008年、パイオニアレッドウィングスのアシスタントコーチに就任。
2009年7月に監督に昇格し、後任として多治見麻子が選手兼コーチとなった。
2010年5月に監督を退任し、再びコーチとなった。2011年6月、パイオニアを退団し、韓国Vリーグの興国生命ピンクスパイダーズコーチに就任。
2013年4月、福島県郡山市の郡山女子大附属高校のバレーボール部監督に就任。

## 所属チーム
- 日立ベルフィーユ（1992-1998年）
- 全日本女子ジュニア（1996-1997年）
- 久光製薬スプリングス（1998-2003年）
- 栗山米菓 （2003-2005年）
- オランダ女子代表（2005-2008年）
- パイオニアレッドウイングス（2008-2011年）
- 興国生命ピンクスパイダース（2011年）
- 郡山女子大附属高校（2013-）